# Chlosyne gorgone
Chlosyne gorgone är en fjärilsart som beskrevs av Jacob Hübner 1806-1816. Chlosyne gorgone ingår i släktet Chlosyne och familjen praktfjärilar. Inga underarter finns listade i Catalogue of Life.